# Casa Gibert (Sant Sadurní d'Anoia)
La Casa Gibert és una obra noucentista de Sant Sadurní d'Anoia (Alt Penedès) inclosa a l'Inventari del Patrimoni Arquitectònic de Catalunya.

## Descripció
Edifici entre mitgeres de tres crugies. Té planta baixa i dos pisos sota terrat. La façana presenta una distribució simètrica de les obertures. L'estil arquitectònic de l'obra és el Noucentisme, tot i que aplicat d'una manera molt simplificada.

## Història
La Casa Gibert està situada al tram inferior del carrer de la Diputació, un dels eixos de l'eixample vuitcentista de Sant Sadurní. Aquest segon sector de construccions correspon als anys que van entre el 1929 i el 1936, i el llenguatge arquitectònic utilitzat en la major part de les obres és el noucentisme.